# 新莽铜卡尺
新莽铜卡尺是王莽時期用銅製作的能滑動的卡尺，它分為固定尺和活動尺兩個部分。吴大澂的著作《權衡度量實驗考》有所提及。中國歷史博物館藏有一件於王莽始建國元年間製成的新莽铜卡尺，長14.22釐米，外表為紅褐色。此藏品的真偽有所爭議。另外北京藝術博物館也藏有新莽铜卡尺，真偽同樣難辨。1992年在揚州市邗江區出土一件新莽時期的銅卡尺，長度為13.3釐米，出土後藏於揚州市博物館。